# And Yet It Moves
And Yet It Moves est un jeu vidéo de plates-formes du développeur indépendant Broken Rules.

## Système de jeu
Il est remarquable pour sa mécanique de jeu, où le joueur peut tourner la fenêtre afin de changer la direction de la gravité, et pour son style visuel, qui rappelle un collage de papier.

## Développement
And Yet It Moves était à l'origine un projet informatique, développé à l'université technique de Vienne en 2007. Quand le prototype original a gagné des prix et a été nommé lors de festivals consacrés aux jeux indépendants, Broken Rules a décidé de créer une version complète du jeu, qui est sortie pour PC en 2009.

## Accueil
- 1UP.com : B+ (Wii)[1]
- Eurogamer : 9/10 (Wii)[2]
- GameSpot : 7,5/10 (PC)[3]
- IGN : 8,4/10 (PC)[4] - 8/10 (Wii)[5]

Dans une liste établie le 19 juillet 2011, IGN classe And Yet It Moves 17e meilleur jeu de la plate-forme WiiWare.